# Carlo Francesco Maria Caselli
Carlo Francesco Maria kardinal Caselli, O.S.M., italijanski rimskokatoliški duhovnik, škof in kardinal, * 20. oktober 1740, Alessandria, † 19. april 1828, Parma.

## Življenjepis
24. septembra 1763 je prejel duhovniško posvečenje.
23. februarja 1801 je bil povzdignjen v kardinala in pectore.
22. februarja 1802 je bil imenovan za naslovnega nadškofa Side in soupraviteljskega škofa Parme. 4. aprila 1802 je prejel škofovsko posvečenje. 9. avgusta 1802 je bil ponovno povzdignjen v kardinala in imenovan za kardinal-duhovnika S. Marcello.
28. maja 1804 je postal nadškof (osebni naziv) škofije Parma.